# Ambilombe
Ambilombe is een plaats en commune in het noorden van Madagaskar, behorend tot het district Mandritsara, dat gelegen is in de regio Sofia. Tijdens een volkstelling in 2001 telde de plaats 5.813 inwoners.
De plaats biedt enkel lager onderwijs aan. 95 % van de bevolking werkt als landbouwer en 2 % houdt zich bezig met veeteelt. De belangrijkste landbouwproducten zijn rijst en tarwe; andere belangrijke producten zijn koffie, maniok en gerst. Verder is 3% actief in de dienstensector.